# Jammerbugt (općina)
Jammerbugt je općina u danskoj regiji Sjeverni Jutland.

## Zemljopis
Općina se nalazi u sjeveroistočnom dijelu poluotoka Jutlanda, prositire se na 872,92 km2.

## Stanovništvo
Prema podacima o broju stanovnika iz 2010. godine općina je imala 	38.927 stanovnika, dok je prosječna gustoća naseljenosti 44,6 stan/km2. Središte općine je grad Aabybro.

### Veća naselja
| Veća naselja u općini |             |                    |
| Br.                   | Naselje     | Stanovnika (2010.) |
| 1                     | Aabybro     | 5.295              |
| 2                     | Fjerritslev | 3.404              |
| 3                     | Pandrup     | 2.870              |
| 4                     | Brovst      | 2.783              |
| 5                     | Kås         | 2.645              |
| 6                     | Biersted    | 1.690              |
| 7                     | Nørhalne    | 1.274              |
| 8                     | Gjøl        | 932                |
| 9                     | Skovsgård   | 907                |
| 10                    | Saltum      | 725                |

## Vanjske poveznice
- Službena stranica općine